# Trichoderma strictipile
Trichodérma strictípile (лат.) — вид грибов-аскомицетов, относящийся к роду триходерма (Trichoderma) семейства гипокрейные (Hypocreaceae). Ранее это название использовалось только для обозначения анаморфной стадии гриба, а телеоморфа именовалась Hypócrea strictipilósa.
Один из наиболее часто обнаруживаемых видов рода, образующих телеоморфу и встречающихся в умеренных регионах.

## Описание
Колонии на картофельно-декстрозном агаре на третьи сутки 4—4,5 см в диаметре, густые, концентрически-зонистые. Реверс неокрашенный до бледно-серовато-жёлтого. Запах, если имеется, слабый, грибной. Конидиальное спороношение в культуре наблюдается на 1—2-е сутки роста, не зеленеет или становится серо-зелёным через 2 недели, широко распространённое по поверхности колонии, в виде одиночных или собранных в мутовки по 2—3 фиалид.
На кукурузно-декстрозном агаре колонии на третьи сутки 5—5,5 см в диаметре, сначала без концентрических зон, тонкие, ближе к краю с заметным, но необильным воздушным мицелием. Спороношение проявляется на 2-е сутки, через 6—14 суток зеленеет, в итоге становясь тёмно-зелёным, образует слабо оформленные концентрические зоны. Конидии образуются как непосредственно на гифах воздушного мицелия, так и в небольших зернистых переплетениях гиф, собранных в основном по краю колонии.
На агаре с 2%-ным солодовым экстрактом колонии на четвёртые сутки колонии 3,5—6 см в диаметре, обильно спороносящие в многочисленных мелких мохнатых подушечках, окрашенных в тускло-зелёные тона.
Конидиеносцы неправильно древовидно-разветвлённые Фиалиды одиночные или мутовчато сближенные по 2—5, 4—20 × 2,7—4,5 мкм, фляговидные, часто некоторые из них изогнутые или с изогнутой шейкой. Конидии бледно-зелёные, как правило, эллипсоидальные, 3,5—7 × 3—4 мкм, гладкостенные.
Телеоморфа образует жёлтые подушковидные до линзовидных стромы 1—3 мм в диаметре, с оливково-зелёными отверстиями перитециев. Аскоспоры зелёные, бородавчатые, двуклеточные, быстро распадающиеся на неравные клетки.

## Экология
Широко распространённый в Северном полушарии вид, встречающийся на разлагающейся древесине лиственных и хвойных пород.

## Таксономия
Trichoderma strictipile Bissett, Can. J. Bot. 69 (11): 2410 (1992 [1991]) ['strictipilis'].